# Il tesoro delle Fiji
Il tesoro delle Fiji (Pirate Islands: The Lost Treasure of Fiji) è una serie televisiva australiana per ragazzi, spin-off/sequel de Le isole dei pirati. È stata trasmessa in Australia dal 12 febbraio 2007 sul canale Network Ten mentre in Italia dal 16 novembre 2007 sul canale RaiSat Smash.

## Trama
Il campione australiano di videogiochi Tyler Bradden si reca alle Fiji per la presentazione dell'inedito videogioco in realtà virtuale Pirates Island. Suo fratello Marty, sentendosi messo in disparte, inizia a barare con dei codici scaricati da internet, quando rimangono intrappolati nella realtà virtuale del videogioco. Per ritornare alla propria vita quotidiana, i protagonisti dovranno completare il gioco e battere il temibile Capitan Blackheart.

## Episodi
| Stagione       | Episodi | Prima TV Australia | Prima TV Italia |
| -------------- | ------- | ------------------ | --------------- |
| Prima stagione | 13      | 2007               | 2007            |